# Kutulik
Kutulik (russisch Кутули́к) ist eine Siedlung (possjolok) in der Oblast Irkutsk in Russland mit 4884 Einwohnern (Stand 14. Oktober 2010).

## Geographie
Der Ort liegt gut 150 km Luftlinie nordwestlich des Oblastverwaltungszentrums Irkutsk im nordöstlichen Vorland des Ostsajan. Er befindet sich am gleichnamigen Flüsschen Kutulik, das wenige Kilometer südlich dem Noty zufließt, der 40 km ostsüdöstlich in die zum Bratsker Stausee angestaute Angara mündet.
Kutulik ist Verwaltungszentrum des Rajons Alarski sowie Sitz und einzige Ortschaft des gleichnamigen munizipalen Gebildes (munizipalnoje obrasowanije) mit dem Status einer Landgemeinde (selskoje posselenije).

## Geschichte
Der Ort entstand im ersten Drittel des 18. Jahrhunderts als Poststation am Moskauer Trakt. Ende des 19. Jahrhunderts wurde die Transsibirische Eisenbahn vorbeigeführt.
In einem Gebiet mit vorwiegend burjatischer Bevölkerung gelegen, kam Kutulik am 9. Januar 1922 zum Alarski Aimak (burjatische Bezeichnung für Rajon) der neu gebildeten Mongolisch-Burjatischen Autonomen Oblast, aus der 1923 die Burjatische ASSR hervorging. Zunächst befand sich der Verwaltungssitz im 10 km südlich gelegenen Dorf Omuljowka, wurde aber 1928 nach Kutulik verlegt. Die zur ASSR gehörigen Gebiete nordwestlich des Baikalsees, darunter der Alarski rajon, bildeten ab 26. September 1937 den Autonomen Kreis der Ust-Ordynsker Burjaten, der am 31. Dezember 2007 als Föderationssubjekt in der Oblast Irkutsk aufging, aber weiterhin einen besonderen Status besitzt. Von 1944 bis 1992 besaß Kutulik den Status einer Siedlung städtischen Typs.

## Bevölkerungsentwicklung
| Jahr | Einwohner |
| ---- | --------- |
| 1897 | 2106      |
| 1939 | 4896      |
| 1959 | 7532      |
| 1970 | 6137      |
| 1979 | 5684      |
| 1989 | 5213      |
| 2002 | 5429      |
| 2002 | 4884      |

Anmerkung: Volkszählungsdaten

## Verkehr
Kutulik liegt an der Transsibirischen Eisenbahn (Streckenkilometer 5020 ab Moskau), die auf diesem Abschnitt 1899 eröffnet wurde und seit 1959 elektrifiziert ist. Am nordöstlichen Ortsrand führt die föderale Fernstraße R255 Sibir (ehemals M53) von Nowosibirsk über Krasnojarsk nach  Irkutsk vorbei. In nordöstlicher Richtung zweigt eine Lokalstraße zur Siedlung Angarski an der Angara ab, nach Westen führt eine Straße zum Dorf Aljaty, im äußersten Westteil des Rajons am gleichnamigen See am Fuß des Sajangebirges gelegen.